# مانويل سانشيز (لاعب كرة قدم)
مانويل سانشيز (بالإسبانية: Manolo Sánchez Murias) (27 نوفمبر 1976 في إسبانيا - ) هو مدرب كرة قدم ولاعب كرة قدم إسباني في مركز جناح ‏. لعب مع أوساسونا وراسينغ فيرول وريال سبورتينغ خيخون وسلتا فيغو ونادي تينيريفي ونادي قرطبة ونومانسيا وUD Gijón Industrial ‏.